# 日本機械保線
日本機械保線株式会社（にほんきかいほせん、英:  Nippon kikai hosen Co.,LTD ）は、東京都に本社を置く東海旅客鉄道(JR東海)の子会社（連結子会社）。

## 概要
東海道新幹線のドクターイエロー・在来線のドクター東海による軌道検側業務をはじめ、マルチプルタイタンパー（MTT）や道床整理車（KVP-S）・道床安定作業車（DTS）と言った、大型の保線用機械を用いて線路に発生した軌道狂いを整正する業務。R400形・R600形確認車を使用し、線路内に初列車の運行に支障が無いかを確認する業務などがある。
こういった作業を新幹線・在来線ともに、年間を通して昼夜毎日行っている。
国鉄時代には山陽、東北、上越各新幹線、在来線、大手私鉄、地下鉄の整備も行っていた。

## 沿革
- 1967年（昭和42年）3月3日 - 創立
- 1992年（平成4年）6月1日 - JR東海が株式を取得し、JR東海グループに。
- 1992年（平成4年）7月1日 - JR西日本管内の業務を西日本機械保線株式会社（現株式会社レールテック）(1992年（平成4年）4月1日 分社化）に営業譲渡。
- 2003年（平成15年）12月10日 - ISO9001取得。
- 2006年（平成18年）3月3日 - 企業理念を制定。
- 2007年（平成19年）3月3日 - 創立40周年。
- 2017年（平成29年）3月3日 - 創立50周年。

## 組織

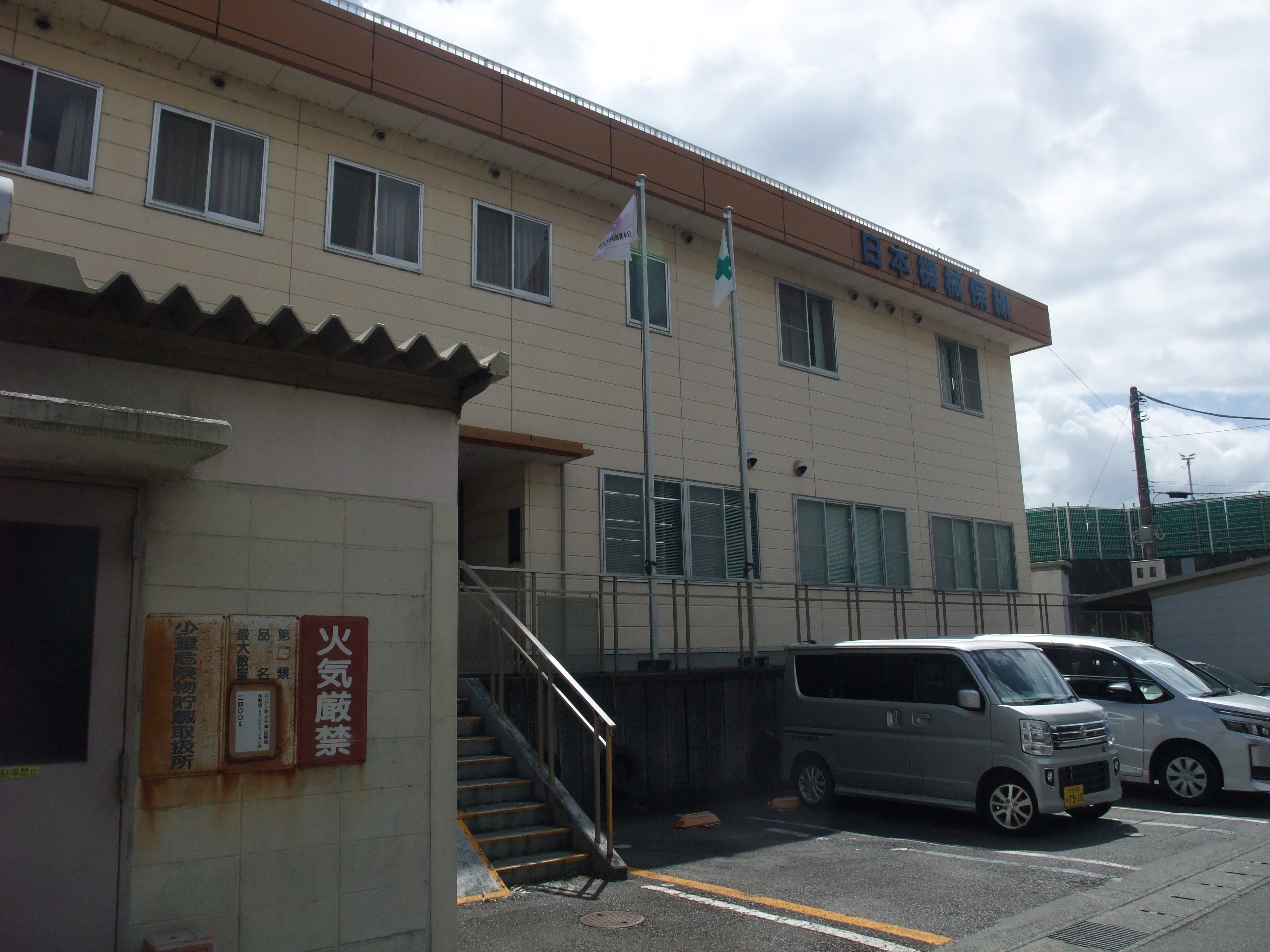
三島事業所ビル

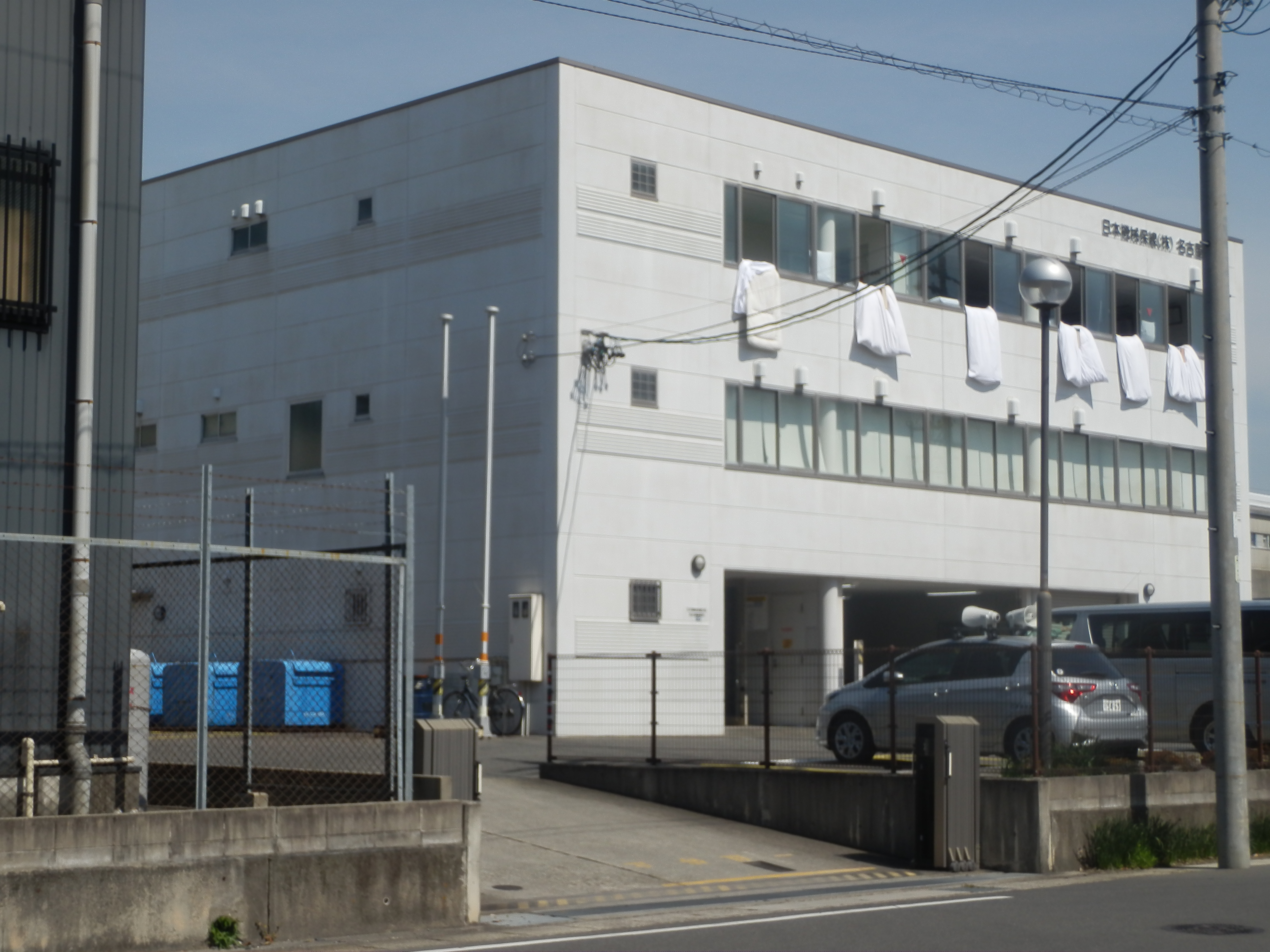
名古屋事業所ビル

- 本社
  - 経営管理部
  - 総務部
  - 経理部
  - 軌道部
  - 機械部
  - 東海技術部（在来線）
  - 技術調査部
  - 安全推進部
  - 監査室

- 静岡支店
- 関西支店

- 事務センター
- 技術学園
- 保守用車資格教育センター

- - 整備工場
  - レール管理事業所
  - レール輸送事業所
  - 東京事業所
  - 小田原事業所
  - 三島事業所
  - 静岡事業所
  - 浜松事業所
  - 豊橋事業所
  - 名古屋事業所
  - 米原事業所
  - 栗東事業所
  - 鳥飼事業所
  - 富士事業所
  - 掛川事業所
  - 蒲郡事業所
  - 名古屋東事業所
  - 大垣事業所